# Toucanet à bec tacheté
Selenidera maculirostris
Espèce
Statut de conservation UICN

 LC  : Préoccupation mineure
Statut CITES
Le Toucanet à bec tacheté (Selenidera maculirostris) est une espèce d'oiseau de la famille des Ramphastidae.
Cet oiseau fréquente la forêt atlantique.